# Kościół Nuestra Señora de la Asunción w Valdemoro
Kościół Nuestra Señora de la Asunción (Kościół pw. Najświętszej Maryi Panny Wniebowziętej) – świątynia pod wezwaniem Najświętszej Maryi Panny Wniebowziętej w Valdemoro w prowincji Madryt.
Kościół został wybudowany w XVI w. w stylu barokowym. Składa się z nawy głównej (60 x 28 m) i czterech bocznych kaplic po każdej stronie, ma troje drzwi wejściowych. Materiały użyte na zewnątrz to cegła i kamień. Wieża dzwonnicza została wzniesiona w 1764 i współcześnie odnowiona. 
Ołtarz główny zdobią trzy obrazy. Od lewej do prawej: Święty Piotr Męczennik, Ramóna Bayeu, Wniebowzięcie Najświętszej Maryi Panny, Francisca Bayeu i Objawienie Matki Boskiej świętemu Julianowi Francisca Goi. W świątyni znajdują się także dwa obrazy Claudio Coello (Święty Franciszek Ksawery i Święty Ignacy Loyola) oraz freski Antonia van de Pere. Archiwum parafialne zawiera dokumenty z XV wieku. Organy powstały w 1737.